# Кузнецов, Юрий Николаевич (государственный деятель)
Юрий Николаевич Кузнецов — советский и российский военный, государственный и общественный деятель, генерал-майор КГБ в отставке.

## Биография
Родился в 1936 году в Свердловске. Член КПСС.
Окончил Свердловский юридический институт имени Р.А. Руденко. С 1955 года — на общественной и политической работе. В 1955—2016 гг. — следователь следственного отдела КГБ, оперуполномоченный КГБ, старший оперуполномоченный КГБ, начальник отделения КГБ, заместитель начальника и начальник одного из оперативных отделов Управления КГБ, заместитель начальника Управления КГБ по Свердловской области, начальник Управления КГБ по Ивановской области, начальник Управления КГБ по Ростовской области, начальник УМБ—УФСК по Ростовской области, председатель Свердловского областного фонда ветеранов органов госбезопасности.
Избирался депутатом Верховного Совета РСФСР и депутатом Государственной Думы Российской Федерации.
Делегат XXVII съезда КПСС.
Живёт в г. Екатеринбурге.